# Ștefan Vlădoiu
Ștefan Vlădoiu (Râmnicu Vâlcea, 28 dicembre 1998) è un calciatore rumeno, difensore del Győri ETO.

## Caratteristiche tecniche
È un terzino destro.

## Carriera

### Club
Cresciuto nel settore giovanile dell'U Craiova, ha esordito in prima squadra il 6 agosto 2016 disputando l'incontro di Liga I vinto 2-1 contro l'Astra Giurgiu.

### Nazionale
Nel 2021 ha partecipato con la nazionale rumena agli Europei Under-21.

## Statistiche

### Presenze e reti nei club
Statistiche aggiornate al 28 maggio 2023.
| Stagione             | Squadra          | Campionato       | Campionato | Campionato | Coppe nazionali | Coppe nazionali | Coppe nazionali | Coppe continentali | Coppe continentali | Coppe continentali | Altre coppe | Altre coppe | Altre coppe | Totale | Totale | Totale |
| Stagione             | Squadra          | Comp             | Pres       | Reti       | Comp            | Pres            | Reti            | Comp               | Pres               | Reti               | Comp        | Pres        | Reti        | Pres   | Reti   |        |
| -------------------- | ---------------- | ---------------- | ---------- | ---------- | --------------- | --------------- | --------------- | ------------------ | ------------------ | ------------------ | ----------- | ----------- | ----------- | ------ | ------ | ------ |
| 2016-2017            | U Craiova        | L1               | 1          | 0          | CR              | 0               | 0               |                    | -                  | -                  |             | -           | -           | 1      | 0      |        |
| 2017-2018            | Sportul Snagov   | L2               | 28         | 2          | CR              | 0               | 0               |                    | -                  | -                  |             | -           | -           | 28     | 2      |        |
| 2018-gen. 2019       | Sportul Snagov   | L2               | 21         | 0          | CR              | 2               | 0               |                    | -                  | -                  |             | -           | -           | 23     | 0      |        |
| gen.-giu. 2019       | Dunărea Călărași | L1               | 6          | 0          | CR              | 0               | 0               |                    | -                  | -                  |             | -           | -           | 6      | 0      |        |
| 2019-2020            | U Craiova        | L1               | 20         | 0          | CR              | 0               | 0               | UEL                | 0                  | 0                  |             | -           | -           | 20     | 0      |        |
| 2020-2021            | U Craiova        | L1               | 27         | 0          | CR              | 4               | 0               |                    | -                  | -                  |             | -           | -           | 31     | 0      |        |
| 2021-2022            | U Craiova        | L1               | 26+1       | 1+0        | CR              | 1               | 0               | UECL               | 1                  | 0                  | SR          | 1           | 0           | 30     | 1      |        |
| ago. 2022            | U Craiova        | L1               | 2          | 0          | CR              | 0               | 0               | UECL               | 0                  | 0                  |             | -           | -           | 2      | 0      |        |
| sett. 2022-feb. 2023 | U Cluj           | L1               | 14         | 0          | CR              | 3               | 0               |                    | -                  | -                  |             | -           | -           | 17     | 0      |        |
| feb.-giu. 2023       | U Craiova        | L1               | 14         | 0          | CR              | 0               | 0               |                    | -                  | -                  |             | -           | -           | 14     | 0      |        |
| Totale U Craiova     | Totale U Craiova | Totale U Craiova | 90+1       | 1          |                 | 5               | 0               |                    | 1                  | 0                  |             | 1           | 0           | 98     | 1      |        |
| Totale carriera      | Totale carriera  | Totale carriera  | 160        | 3          |                 | 10              | 0               |                    | 1                  | 0                  |             | 1           | 0           | 172    | 3      |        |

## Palmarès

### Club

#### Competizioni nazionali
- Coppa di Romania: 1

U Craiova: 2020-2021